# Українці Фінляндії (організація)
Українці Фінляндії (фін. Suomen Ukrainalaiset, англ. Ukrainians in Finland) — культурна організація української діаспори у Фінляндії. Штаб-квартира якої знаходиться у м. Турку.

## Загальна інформація
Об'єднання покликане згуртовувати і представляти українців, що постійно мешкають у м. Турку та Фінляндії, зберігати досягнення української культури, поширювати знання про Україну.
До складу Товариства входять українці і фіни з різних міст Фінляндії, а тому мовами Товариства є українська та фінська.
У рамках Товариства діє гурток розвитку фінської мови та українського класу у м. Турку, а також спортивна секція.

## Історія
Товариство було засновано 19 листопада 2009.
З самої реєстрації Товариство діяло, як окрема та повністю незалежна організація.

## Діяльність Товариства
2009 члени Товариства взяли участь у Конгресі «Сила жінок у Скандинавії» (англ. «Woman's power in the Nordic region»), у проекті «Позитивний досвід інтеграції» (фін. «Positiivinen erityiskohtelu paluumuuttoprosessissa-hanke»), відкрили полички української літератури у бібліотеці м. Турку, презентовано Україну показом короткометражного фільму «Україна запрошує» на міжнародному святі, призначеному Дню незалежності Фінляндії.
2010 Товариством було проведено низку акцій до 24-ї річниці Чорнобильської катастрофи, серед яких виставка робіт фотохудожника з м. Києва А. Марущенко про Чорнобильську катастрофу, лекція Юліани Білякович про Чорнобильську зону, а також було проведено Український тиждень
2011 Товариство провело заходи, присвячені 25-м роковинам Чорнобильської аварії., взяло участь у виставці Андрія Жолдака, у фестивалі «Маленький двір Пітера» (фін. «Pikku Pietarin Piha»), а також 16 вересня 2011 під патронажем Посольства України у Фінляндії та Кіностудії ім. Довженка Товариство Українців Фінляндії провело «День українського кіно» у Головній Міській Бібліотеці м. Турку.
2016 Товариство разом з мерією м. Турку відкрили, на офіційних засадах, клас з вивчення української мови та культури для дітей шкільного віку міста Турку та регіону Турку. 
2018 році за підтримки Товариства у Турку була організована найбільша виставка Марії Примаченко за межами України.
2022 році Товариство відкрило "Український центр" у місті Турку та "Центр допомоги біженцям" у Райсіо у співпраці з муніципалітетами.